# St. Annen (Thum)

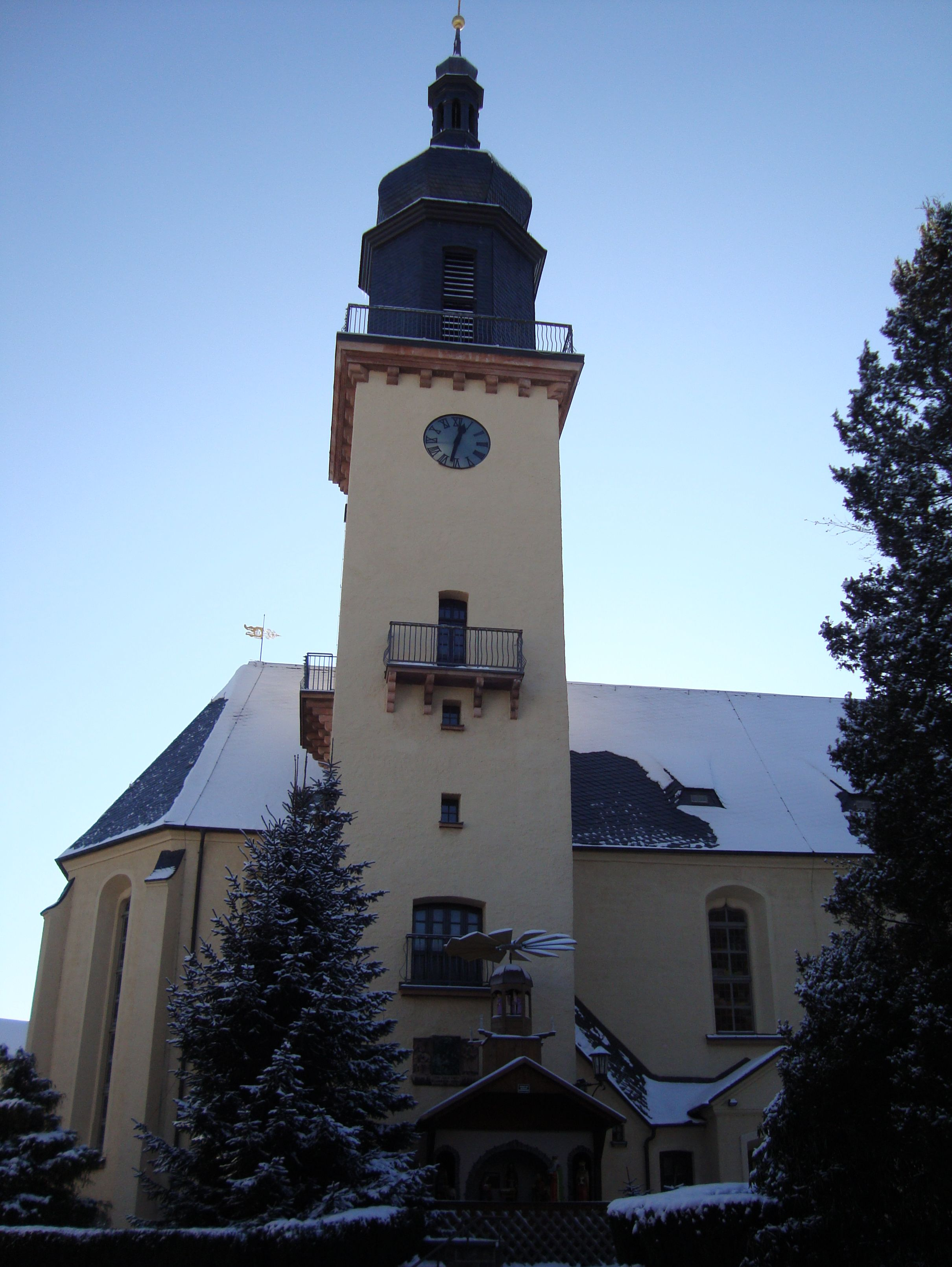
Kirche St. Annen in Thum

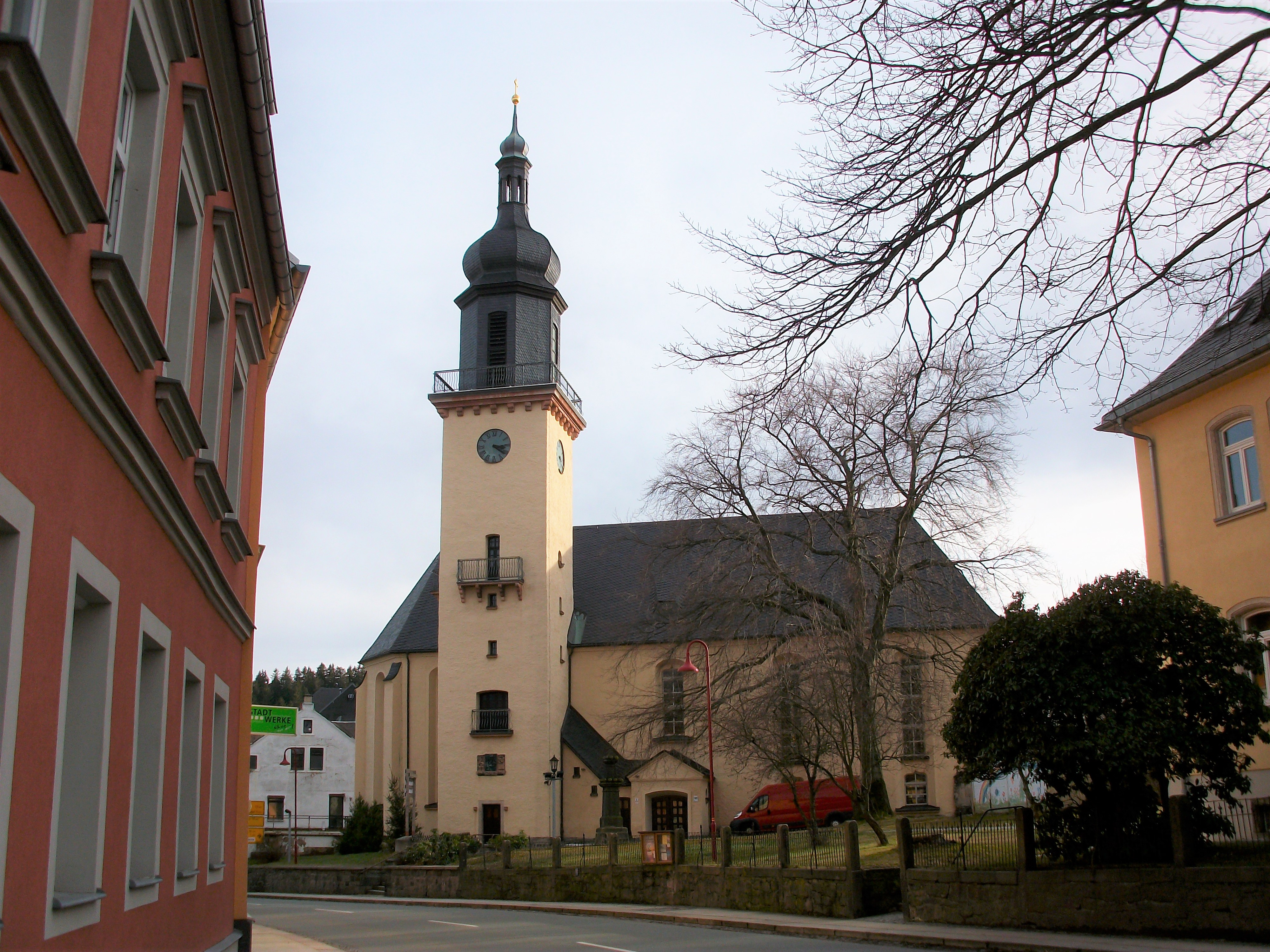
Nordansicht

Die evangelische Stadtkirche St. Annen ist eine mehrfach wiederaufgebaute Saalkirche in Thum im Erzgebirgskreis in Sachsen. Sie gehört zur Kirchengemeinde St. Annen (Thum) im Kirchenbezirk Annaberg der Evangelisch-Lutherischen Landeskirche Sachsens.

## Geschichte und Architektur
Die mächtige Saalkirche wurde im Jahr 1703 an Stelle des Vorgängerbauwerks neu erbaut. Nach schweren Beschädigungen durch einen Bombenangriff im Jahr 1945 wurde die Kirche unter Verwendung der alten Umfassungsmauern in den Jahren 1948 bis 1951 wieder aufgebaut. Das Innere wurde im Jahr 1976 restauriert und modern ergänzt.
Das Bauwerk ist ein Putzbau mit dreiseitig geschlossenem Chor und hohen Segmentbogenöffnungen; die Fenster sind mit geschweiftem Abschluss ausgeführt. An der Nordseite des Chores ist ein hoher Turm über quadratischem Grundriss angefügt, der beim Wiederaufbau nach dem Jahr 1945 wesentlich erhöht wurde. Ein Nachbau des alten Dachreiters wurde dabei als Turmabschluss aufgesetzt. Die schlichte Westseite ist mit drei Eingängen versehen.
Der Innenraum ist flach gedeckt und an drei Seiten von Emporen umgeben. Die Betstuben im Chor wurden beim Wiederaufbau nicht wiederhergestellt.

## Ausstattung
Von der einstigen Ausstattung ist nur wenig erhalten. Der barocke Altar aus Sandstein mit einfachen gefassten Reliefszenen wurde im Jahr 1950 aus Bad Lausick-Thierbaum im heutigen Landkreis Leipzig hierher überführt. Die Predella zeigt die Anbetung der Hirten, im Hauptfeld sind das Abendmahl und die Kreuzigung, darüber die Auferstehung Christi dargestellt. Seitlich sind akanthusgerahmte Reliefmedaillons mit Darstellungen der ehernen Schlange und des gekreuzigten Christus angeordnet. Die barocke Kanzel wurde nach der Zerstörung reduziert wiederhergestellt, wobei die in die Mauer eingelassene Kanzeltreppe modern gestaltet wurde. Über der Sakristeitür sind schlicht gearbeitete Schnitzfiguren der Evangelisten angeordnet, die vermutlich von einer spätgotischen Kanzel aus der Zeit um 1500 stammen.
Die Orgel ist ein Werk von Schmeisser aus dem Jahr 1950/51 mit 24 Registern auf zwei Manualen und Pedal unter Verwendung von Teilen der Kreutzbach-Orgel von 1895 aus dem Lehrerseminar Rochlitz.